# Иоанн Креститель (Караваджо)
Иоанн Креститель был изображён минимум на восьми картинах Караваджо.

## Иоанн Креститель, Толедо

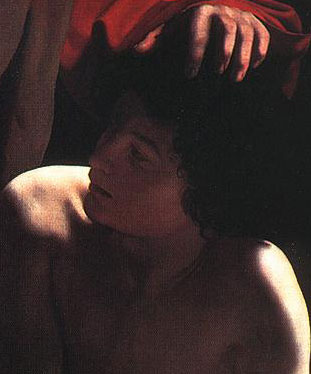
Деталь картины «Принесение Исаака в жертву» примерно 1598 год (частная коллекция, Нью-Джерси). Сходство между двумя головами позволяет предположить, что эта картина и «Иоанн Креститель» из Толедо написаны одним художником

Авторство данной картины оспаривается; кроме самого Караваджо, автором может быть Бартоломео Кавароцци (Bartolomeo Cavarozzi), его ранний последователь. Картина находится в коллекции Музея Tesoro Catedralicio, Толедо (Испания), и Джон Гаш предполагает, что она является одной из картин, написанных Караваджо для настоятеля Госпиталя Утешения, о чём говорит ранний биограф Караваджо Манчини. По словам Манчини, настоятель «потом взял их с собой на родину», но одна из версий рукописи Манчини говорит, что этой родиной была Севилья, а другая говорит о Сицилии. В больнице в 1593 году был настоятель-испанец, и он не мог оставить пост до июня 1595. Гаш цитирует точку зрения учёного А. Переса Санчеса, согласно которой фигура святого написана в сходстве со стилем Кавароцци, но не остальная картина; а для Караваджо более характерна красиво написанная виноградная лоза. Гаш также указывает на нежную светотень и деликатную обработку контуров, и прочие подобные стилистические особенности ранних работ Караваджо. Если эта картина действительно была написана Караваджо, то на неё, вероятно, повлияли ранние работы Диего Веласкеса. Однако, сильны аргументы за то, что это картина Кавароцци, и известно, что он отправился в Испанию около 1617—1619 годов.
Питер Робб, считая создателем картины Караваджо, датирует её примерно 1598 годом, когда художник был членом семьи своего первого покровителя, кардинала Франческо Мария Дель Монте. Робб отмечает, что моделью для Иоанна, видимо, послужил тот же юноша, с которого писался Исаак на картине о принесении в жертву. Однако авторство этой картины тоже оспаривается, поэтому проблема не может считаться решённой.
Иоанн показал на фоне зелёной лозы и стеблей винограда, сидящим на красном плаще, держащим в руках крест из тонкого тростника, и смотрящим на овцу, лежащую у его ног. Красный плащ станет одной из основ многих работ Караваджо.

## Иоанн Креститель, Капитолийский музей и Галерея Дориа-Памфили
Моделью для этой картины послужил Чекко ди Караваджо, слуга и ученик Караваджо, также изображённый на картине «Амур-победитель» и ряде других. Юный Иоанн показан полулежащим; одна рука расположена на шее барана, он повёрнулся к зрителю с озорной улыбкой. На картине практически ничего не говорит о том, что изображён пророк — ни креста, ни кожаного ремня, из символов присутствует только клочок кожи верблюда, затерянный в складках красного плаща, и баран. Выбор животного тоже неканоничен — животным Иоанна Крестителя, как предполагается, был ягнёнок, что является отсылкой на приветствие им Христа как «Агнца Божьего», пришедшего, чтобы забрать грехи человечества. Баран же часто является символом похоти.

## Иоанн Креститель, Канзас
Одна из немногих работ Караваджо, расположенных в коллекции американского музея. Свет падает на фигуру сверху справа. Питер Робб отмечает, что этот «Креститель» психологически является полной противоположностью первой из картин — предположительно лунный свет, мёртвая коричневая растительность. В картине революционна идея, согласно которой Иоанн показан не в какой-либо известный эпизод из его жития, с минимумом символов; работа выражает внутренний мир, а не общий религиозный и социальный опыт.

## Иоанн Креститель, Национальная галерея старинного искусства
Картина расположена в коллекции Национальной галереи старинного искусства в Риме. В картине ещё меньше сопутствующих святому символов (нет верблюжьей одежды), действие вновь скрыто от зрителя.

## Иоанн Креститель, Валлетта

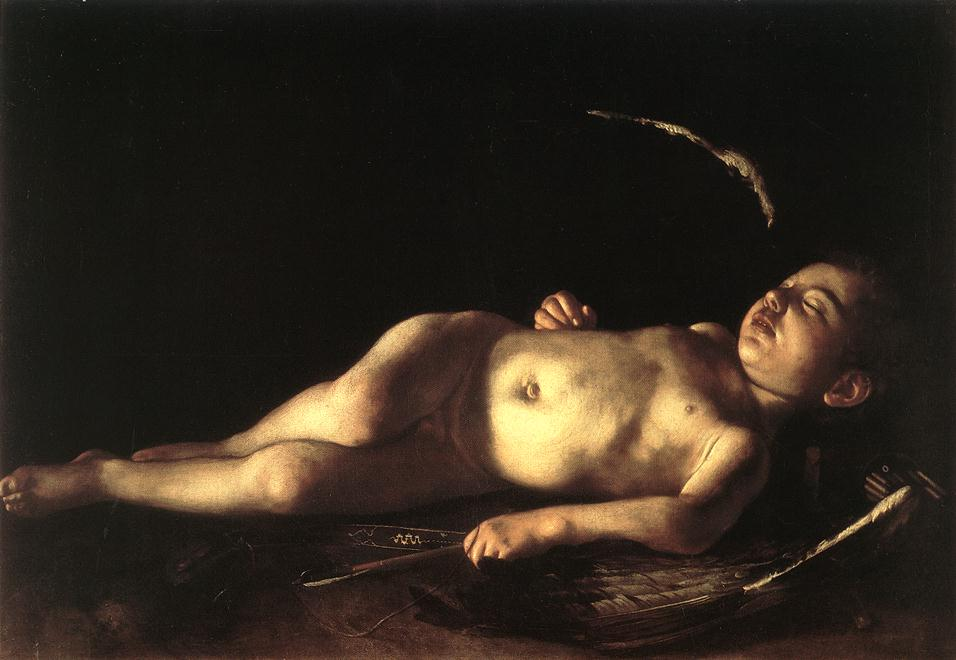
«Спящий купидон»

Так как картина находится в частной коллекции, её изучение затруднено. Джон Гаш указывает на сходство изображения тела с картиной «Спящий купидон», приписывает картину Караваджо и датирует мальтийским периодом. Картина известна в двух вариантах; она была сильно повреждена, в особенности в части пейзажа. Сюжет картины отсылает к тому, что в период жизни в пустыне Иоанн пил только воду. Согласно Гашу, состояние жажды хорошо передано в положении головы и рук.

## Иоанн Креститель, Галерея Боргезе
На картине изображен мальчик, расположенный на темном фоне, за которым овца жуёт скучный коричневый виноград. Мальчик задумчив: возможно, это святой Иоанн размышляет о предстоящей жертве Христа, а возможно, реальному ребёнку, которого позвали с улицы побыть моделью несколько часов, просто скучно. Согласно Гашу, картина более богата цветом, в ней менее идеализирован, но более чувственен подход к мужской наготе. В коллекцию Боргезе картина вошла после конфискации другой коллекции по сфабрикованным показаниям.

## Иоанн Креститель, Мюнхен
Авторство картины оспаривается; однако, она была включена в список работ Караваджо его биографом Питером Роббом.